# Юсра Мардіні
Юсра Мардіні (5 березня 1998) — сирійська плавчиня.
Учасниця Олімпійських Ігор 2016 року.